# Chiesa di Riddarholmen
La chiesa di Riddarholmen, in Svedese Riddarholmskyrkan è un'antica abbazia della città di Stoccolma. Situata nell'isola di Riddarholmen, è il luogo di sepoltura dei Sovrani di Svezia.

## Storia e descrizione
L'abbazia venne eretta a partire dal 1270 da Magnus Ladulås per i Francescani. In circa quindici anni venne eretto il complesso, con la chiesa a due navate senza torre. All'inizio del XV secolo vi furono aggiunte le cappelle del transetto quelle del lato destro.
Nel 1527, con l'arrivo della riforma protestante, i frati furono costretti a lasciare il monastero, che passò direttamente alla Corona. Tra il 1569 e il 1590 si eresse la torre, completata da una guglia dall'architetto fiammingo Willelm Boyen. Il 28 luglio 1835 un fulmine la distrugge, e verrà rimpiazzata nel 1846 con l'attuale guglia in ferro di 90 metri d'altezza.
L'interno, diviso in tre navate, si presenta nella tipica architettura del gotico baltico, realizzata in mattoni. Alle pareti sono appesi numerosi blasoni dei Cavalieri dell'Ordine dei Serafini.
Da segnalare la presenza del Mausoleo Carolino, opera seicentesca di Nicodemus Tessin il Vecchio, dove sono presenti angoli convessi tipicamente barocchi.